# Georg Mählich
Georg Mählich (* 27. Juni 1880 in Steinau, Provinz Schlesien; † im 20. Jahrhundert) war ein deutscher Polizeibeamter und Polizeipräsident im niederschlesischen Waldenburg sowie Polizeidirektor in Hamm.

## Werdegang
Georg Mählich besuchte das Gymnasium in Fraustadt und begann ein Studium der Rechtswissenschaften, ohne einen Abschluss zu erreichen. Seinen Militärdienst leistete er von 1905 bis 1906 als Einjährig-Freiwilliger beim 11. Grenadier-Regiment Breslau. Er blieb zunächst beim Militär, wurde Leutnant und als Hauptmann der Reserve entlassen. Am 1. Februar 1909 kam Mählich als Offizier-Anwärter zur Polizei. Bevor er vom 2. August 1914 an Kriegsdienst leisten musste, war er als Königlicher Polizei-Leutnant eingesetzt. Er wurde bei Kampfhandlungen in der Nähe vom Gumbinnen verwundet und kam später in russische Kriegsgefangenschaft. Als Polizeimajor fand er 1921 Verwendung bei der Luftüberwachungsabteilung in Holtenau, als Abschnittskommandeur in Kiel sowie bei der Bezirksregierung Schleswig. 1925 kam er zur Bezirksregierung Osnabrück und wurde hier später Kommandeur der Schutzpolizei Osnabrück. In gleicher Funktion war er von 1931 an bei der Polizeiinspektion II in Dortmund eingesetzt. Den Auftrag zur Führung der Polizeidirektion Hamm erhielt Mählich am 15. März 1933. Zum 3. Dezember 1938 wurde die Abordnung nach Karlsbad verfügt, wo er für die orts- und kreispolizeilichen Befugnisse verantwortlich war. Vom 21. März 1941 bis 1945 war er Polizeipräsident in Waldenburg.